# Richard E. Webber

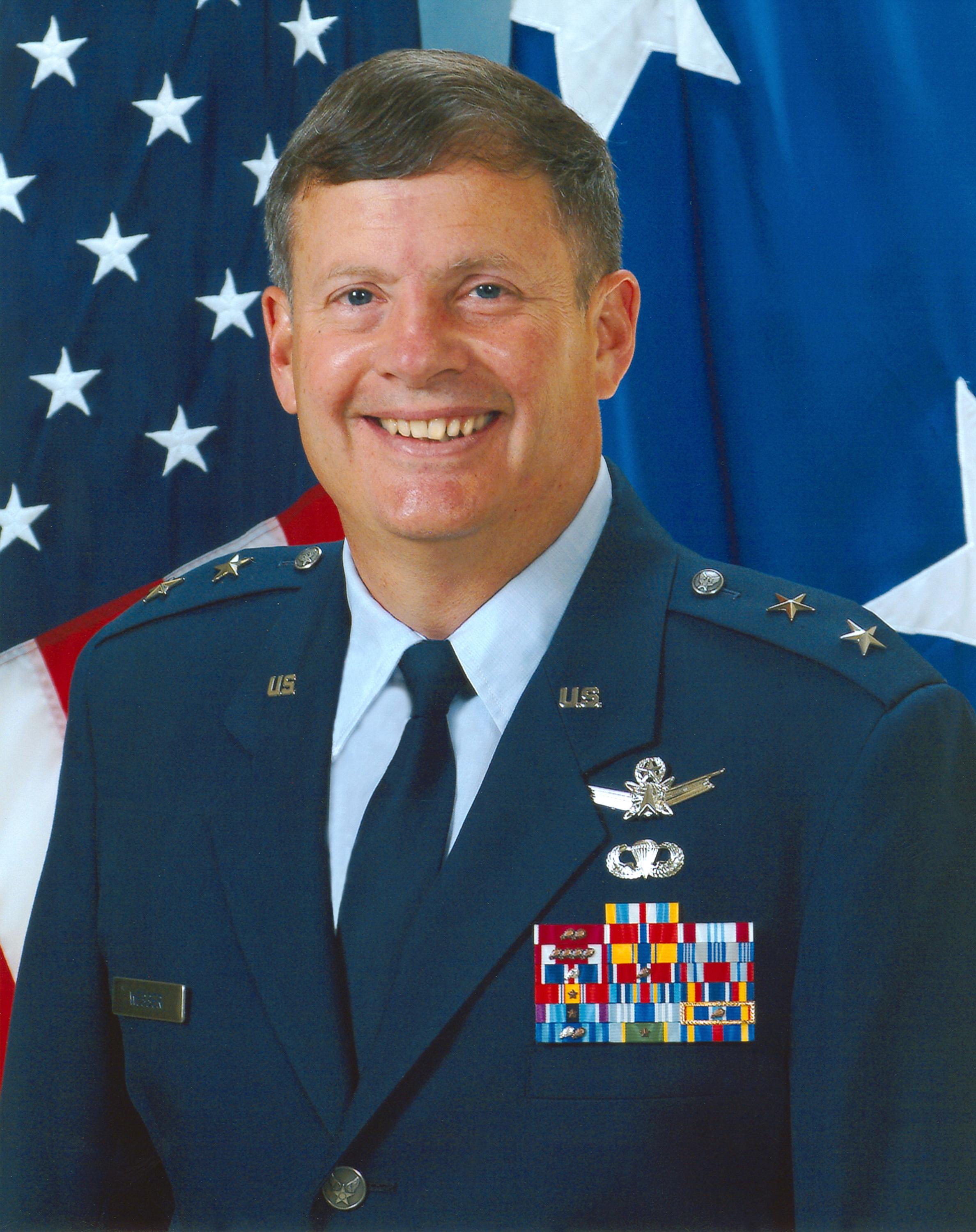
Richard E. Webber

Richard E. Webber (* um 1953) ist ein pensionierter Generalmajor der United States Air Force. Er war unter anderem Kommandeur der 24. Luftflotte (Twenty Fourth Air Force).

## Leben
Im Jahr 1975 absolvierte er die United States Air Force Academy in Colorado Springs. Nach seiner Graduation wurde er als Leutnant in das Offizierskorps der Air Force aufgenommen. In der Folge durchlief er alle Offiziersgrade vom Leutnant bis zum Zwei-Sterne-General.
Im Lauf seiner militärischen Karriere absolvierte er verschiedene Kurse und Schulungen. Dazu gehörten unter anderem die Squadron Officer School auf der Maxwell Air Force Base in Alabama; das Naval War College in Newport in Rhode Island; das Industrial College of the Armed Forces in Fort Lesley J. McNair in Washington, D.C.; der Capstone General and Flag Officer Course der National Defense University und der Systems Acquisition Management Course der Defense Aeronautical University in Fort Belvoir in Virginia. Außerdem erhielt er akademische Grade von der University of Missouri, der Carnegie Mellon University, der University of North Carolina at Chapel Hill und der Syracuse University.
In seinen frühen Jahren als Offizier der Luftwaffe war er an verschiedenen Stützpunkten in den Vereinigten Staaten stationiert. Dabei war er als Offizier im Raketenbereich oder Stabsoffizier bei unterschiedlichen Einheiten tätig. Dazwischen absolvierte er die erwähnten Schulungen. Webber war die meiste Zeit seiner militärischen Laufbahn bei Einheiten, die mit Raketen operierten, eingesetzt.
Zwischen April 1989 und Juli 1991 kommandierte er als Oberstleutnant auf der Whiteman Air Force Base in Missouri die 508. Strategische Raketenschwadron (508th Strategic Missile Squadron). Daran schloss sich bis zum August 1992 sein Studium am Industrial College of the Armed Forces an. Es folgte eine Versetzung zum NATO-Hauptquartier in Belgien. Bis zum Juli 1994 war er dort Leiter einer Unterabteilung für Datenkompatibilität (Chairman, Allied Data Systems Interoperability Agency, and Chief, Systems Interoperability Branch).
Webbers nächster Auftrag führte ihn auf die Malmstrom Air Force Base in Montana. Zwischen Juli 1994 und Juli 1996 kommandierte er dort die 341st Support Group bzw. ab Juli 1995 die 341st Operations Group. Es folgte eine Versetzung zur Grand Forks Air Force Base in North Dakota, wo er bis zum Oktober 1997 die 321st Missile Group befehligte. Danach war er zwischen Oktober 1997 und Juni 1999 auf der Langley Air Force Base in Virginia stellvertretender Kommandeur des Aerospace Command and Control & Intelligence, Surveillance and Reconnaissance Centers. Sein nächstes Kommando erhielt er dann auf der Schriever Air Force Base in Colorado. Zwischen Juni 1999 und April 2001 kommandierte er dort das 50. Raumgeschwader (50th Space Wing).
Es folgte eine Versetzung zur Peterson Air Force Base, wo er bis zum April 2002 Generalinspekteur beim damaligen Air Force Space Command war. Unterbrochen war diese Zeit durch eine Versetzung in den Nahen Osten. Zwischen Oktober 2001 und März 2002 war er als Stabsoffizier des Combined Air Operations Centers auf der Prince Sultan Air Base in Saudi-Arabien stationiert. Danach gehörte er bis zum März 2004 in unterschiedlichen Funktionen dem Stab des Air Force Space Commands an. Auch diese Zeit war durch eine Mission im Nahen Osten unterbrochen. Zwischen März und Mai 2003 war er dort Leiter der Stabsabteilung für Luft- und Raumoperationen im vorgelagerten Hauptquartier des United States Central Commands.
Als Nächstes erhielt Richard Webber das Kommando über das auf der Peterson AFB stationierte 21. Raumgeschwader (21st Space Wing). Diese Aufgabe erfüllte er zwischen März 2004 und November 2005. Danach leitete er ebenfalls auf der Peterson AFB eine Stabsabteilung des Air Force Space Commands (Director of Installations and Mission Support). 
Daran schloss sich eine Versetzung zum Hauptquartier der Air Force an. Bis zum August 2009 war er dort in der Stabsabteilung für Luft und Raumoperationen, Planungen und Bedarf (Air, Space and Information Operations, Plans and Requirements) tätig. Sein letzter militärischer Auftrag führte ihn auf die Lackland Air Force Base in Texas. Dort übernahm er am 11. August 2009 das Kommando über die damals neu aufgestellte 24. Luftflotte. Dieses Amt bekleidete er bis zum 29. April 2011, als er von Suzanne M. Vautrinot abgelöst wurde. Anschließend schied er aus dem aktiven Militärdienst aus.

## Daten der Beförderungen
| Abzeichen | Rang               | Jahr           |
| --------- | ------------------ | -------------- |
|           | Second Lieutenant  | 4. Juni 1975   |
|           | First Lieutenant   | 4. Juni 1977   |
|           | Captain            | 4. Juni 1979   |
|           | Major              | 1. August 1984 |
|           | Lieutenant Colonel | 1. Juli 1988   |
|           | Colonel            | 1. Januar 1992 |
|           | Brigadier General  | 1. Januar 2002 |
|           | Major General      | 14. Juli 2006  |

## Orden und Auszeichnungen
Richard Webber erhielt im Lauf seiner militärischen Laufbahn unter anderem folgende Auszeichnungen:
- Air Force Distinguished Service Medal
- Defense Superior Service Medal
- Legion of Merit
- Bronze Star Medal
- Defense Meritorious Service Medal
- Meritorious Service Medal
- Air Force Commendation Medal
- Air Force Achievement Medal
- Air Force Outstanding Unit Award
- Air Force Organizational Excellence Award
- Combat Readiness Medal
- National Defense Service Medal
- Global War on Terrorism Expeditionary Medal
- Global War on Terrorism Service Medal
- Humanitarian Service Medal